# Període romà a Occitània
El territori actualment conegut com a Occitània fou dominat pels romans, totalment o parcialment, des del 210 aC fins al 475. Aquest llarg període hi deixà una romanització cultural i lingüística molt profunda.
Els romans s'enfrontaren als lígurs, establerts a l'actual Occitània, ja el 237 aC, quan volien impedir la pirateria a les costes toscanes, però no aconseguirien de sotmetre'ls fins al 14 aC. El territori de l'actual Occitània es trobà enmig de les aspiracions imperials tant dels romans com dels cartaginesos. El 218 aC el cartaginès Hanníbal travessà el territori occità per tal d'arribar a Itàlia, però topà amb la forta hostilitat de moltes tribus. El 154 aC els massaliotes van demanar als romans ajut contra els lígurs d'Entremont. A canvi, van donar suport als romans en totes les guerres púniques. Aquest fet va significar l'inici de la colonització romana del territori occità.
Així, el 120 aC s'organitzà la Provintia Narbonensis i es fundà l'actual Narbo (Narbona), encara que els romans respectaren la llibertat dels massaliotes. El 118 aC venceren els lígurs salis, allobreges i arvernis, dirigits per Bituitus, als marges de l'Isere, i aprofitaren la caiguda d'Entremont per fundar sobre les seves runes la ciutat d'Aquae Sextiae(avui Ais de Provença). El 113 aC patiren la invasió dels cimbres i teutons, que assolarien tot el territori occità. El 105 aC els cimbris van vèncer els romans a Aurenja, però el 103 aC el cònsol romà Gai Mari els vencé a Aquae Sextiae i els obligà a marxar de la Gàl·lia.
Entre el 80 i el 72 aC esclatà la Guerra de Sertori a Hispània, que també implicaria al territori occità, ja que després de la derrota del sertorià Hirtuleu a mans de Luci Manili, el territori esdevingué refugi dels sertorians fugits.

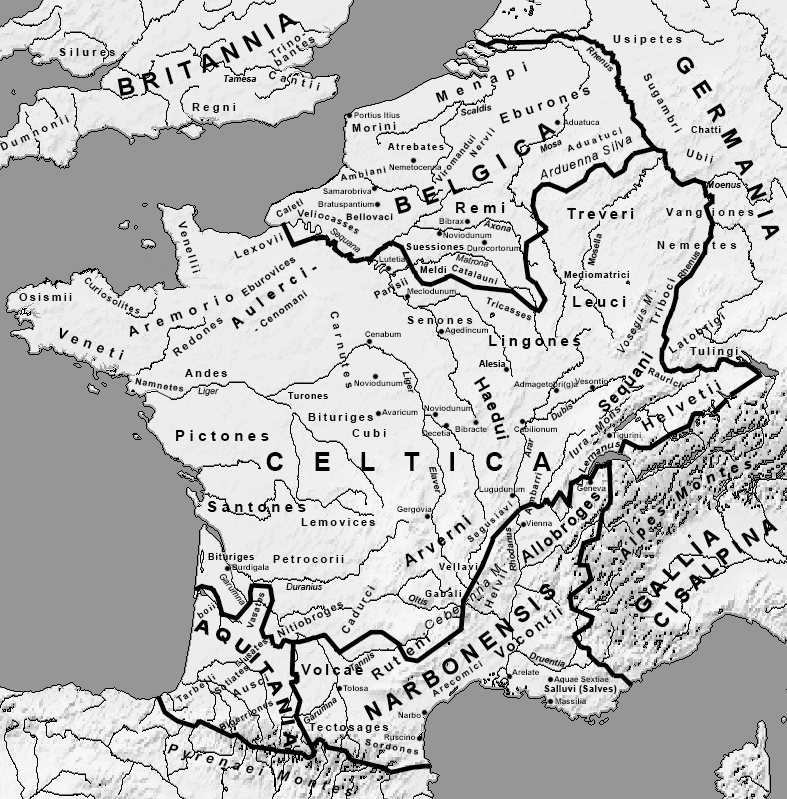
Divisió romana de l'actual Occitània de Juli Cèsar

El 56 aC el triumvir Juli Cèsar envià Publi Cras a l'Aquitània contra els sotiates, raó per la qual se sublevaren tant els aquitans com els càntabres. Poc després, el 54 aC, també se sublevaria contra els romans el cap dels arverns, Vercingetòrix, amb suport del cap Lecteri dels cadurcs i dels lemovices. Van destruir Avaricum i venceren Cèsar a Gergòvia, però cometeren l'error de tancar-se a la vila fortificada d'Alèsia, on foren assetjats i vençuts per Juli Cèsar el 52 aC. Llur territori fou incorporat a Roma i dividit entre la Gàl·lia Narbonesa, Aquitània i la Gàl·lia Cèltica.
Encara el 50 aC se sublevarien els cadurcs i Comm, cap dels atrebats. Els romans, com a represàlia, destruïren Uxellodunum (Caors) i Narbo esdevingué metròpolis imperial. Però el 49 aC esclatà la Segona guerra civil romana entre Pompeu i Cèsar. Els massaliotes cometeren l'error de posar-se de part del perdedor, Pompeu, i com a represàlia Cèsar destruí Massàlia i la incorporà directament a l'Imperi, de manera que inicia la seva decadència.

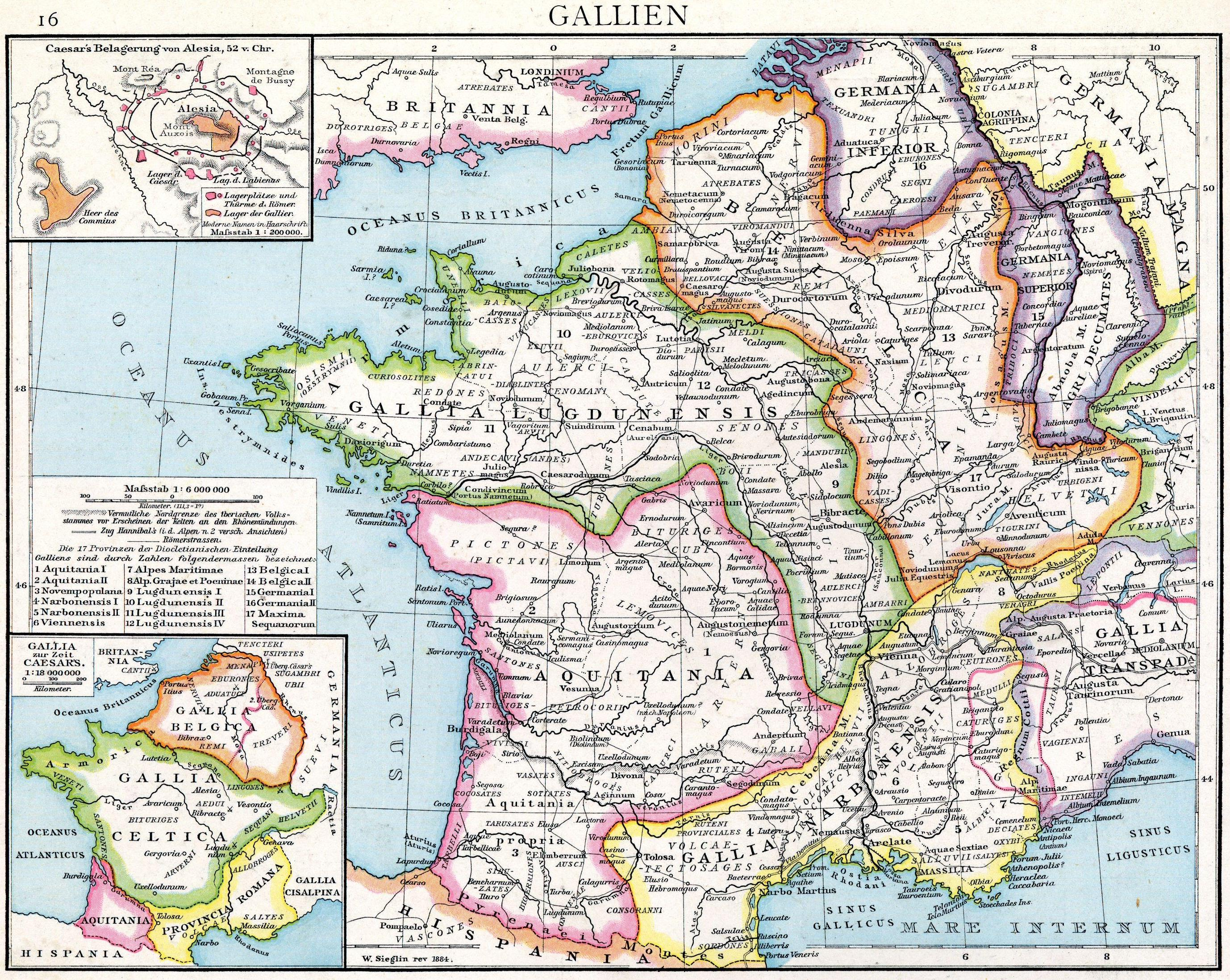
Divisió romana de l'actual Occitània d'Octavi August

Entre el 42 i el 31 aC Octavi August dominava la regió perquè li pertocava en el triumvirat. Mantingué l'estatut de ciutat lliure i federada per a Massília, i quan unificà tot l'Imperi Romà, el 27 aC, va fer de la Gal·lia Togata Provintia Romana (d'ací Provença). Octavi August va dividir l'actual Occitània entre dues províncies:
- Gàl·lia Aquitània, que ocupava les actuals Gasconha, Peirigord, Carcin, Coserans, Limòtges, gran part de Guiena, el Peiteu i Alvèrnia. Limitava amb l'Aunis i la Saintonge. Estava dividida en tres parts:
  - AQUITANIA PRIMA amb capital a Avaricum (Bourges), fora de l'actual territori occità
  - AQUITANIA SECUNDA amb capital a Burdigala (Bordeus)
  - AQUITANIA TERTIA o NOVEMPOPULANIA, a l'actual Gascunya.
- Gàl·lia Narbonesa amb capital a Narbo Martius (Narbona), també fou anomenada Provintia amb les viles d'Arausio (Aurenja) i Vienna (Viena del Dalfinat). Més tard fou dividida en quatre sectors amb centres a Tolosa de Llenguadoc, Massília i Aquae Sextiae.

Cap al 22 aC la Gàl·lia Narbonesa fou proclamada Província Senatorial, i cap al 16 aC Aquitània fou proclamada Província Imperial. S'hi van fer importants obres d'infraestructura, com la Via Dolomitia, acabada el 120, vital per passar cap a Hispània.
Des del 212, gràcies a l'Edicte de Caracal·la, tots els habitants de l'Imperi Romà esdevingueren ciutadans romans. Alhora, des del 260 el territori occità es va veure embolicat en totes les lluites internes pel domini de l'Imperi Romà. D'aquesta manera, el 259 Pòstum I s'hi proclamà emperador. Vencé tant els bàrbars com al rebel Ulpi Corneli Lelià, i conquerí Magúncia. Però fou assassinat el 269 per un dels seus soldats. Va intentar succeir-lo Gai Tètric (269-273), cap de les tropes a la Gàl·lia, però no aconseguiria dominar la Narbonensis ni el sud d'Aquitània. El 268 Victori també s'hi va proclamar Emperador.
Cap al 293 l'emperador Dioclecià decidí descentralitzar l'imperi i dividir l'antiga Gàl·lia en dues; d'aquesta manera va crear la Diocesis Viennensis, que unia les tres Aquitànies i les quatre Narbonensis (Narbo, Arelate, Viennensis i Aquae Sextiae), raó per la qual també fou anomenada Septem Provinciae (d'ací Septimània). La capital era Vienna i era governada per un vicarius.
Tanmateix, el mateix any Constanci I (293-306) la va incorporar als seus dominis de Gàl·lia i Britànnia, amb seu a Eboràcum (actual York). Però el seu fill i successor, Constantí I (306-337) la incorporà a l'Imperi i va impulsar-hi la difusió del cristianisme. Els seus successors, Flavi Claudi Constantí (337-340), Constant I (340-350), Magnenci (350-353), Constanci II (353-361) i Julià l'Apòstata (361-363) comptaren amb la Diocesis Viennensis entre llurs dominis, com ho farien els seus successors Valentinià I (363-367), Gracià (367-383) i Valentinià II (388-392). El seu successor, Teodosi I el Gran, va dividir el 395 l'Imperi entre els seus fills Arcadi i Honori II. La Diocesis Viennensis passaria a formar part de l'Imperi Occidental, deixat a Honori, i Arelate (Arle) esdevindria seu imperial en comptes de Roma.